# بيلي روز
بيلي روز (بالإنجليزية: Billy Rose)‏ هو ملحن وكاتب أغاني أمريكي، ولد في 6 سبتمبر 1899 في ذا برونكس في الولايات المتحدة، وتوفي في 10 فبراير 1966 في مونتيغو باي في جامايكا بسبب ذات الرئة.

## وصلات خارجية
- بيلي روز على موقع قاعة مشاهير السباحة العالمية (الإنجليزية)
- بيلي روز على موقع IMDb (الإنجليزية)
- بيلي روز على موقع الموسوعة البريطانية (الإنجليزية)
- بيلي روز على موقع ميوزك برينز (الإنجليزية)
- بيلي روز على موقع قاعدة بيانات برودواي على الإنترنت (الإنجليزية)
- بيلي روز على موقع قاعدة بيانات برودواي على الإنترنت (الإنجليزية)
- بيلي روز على موقع إن إن دي بي (الإنجليزية)
- بيلي روز على موقع أول ميوزيك (الإنجليزية)
- بيلي روز على موقع ديسكوغز (الإنجليزية)
- بيلي روز على موقع قاعدة بيانات الفيلم (الإنجليزية)